# Knut Møyen
Knut Møyen, född 19 januari 1907 i Kristiania (nuvarande Oslo) i Norge, död 18 mars 1984 i samma stad, var en central person i den norska motståndsrörelsen under andra världskriget och ledare för Milorg.